# ヴォルパーツハウゼン
ヴォルパーツハウゼン (ドイツ語: Wolpertshausen) は、ドイツ連邦共和国バーデン＝ヴュルテンベルク州北東部シュヴェービッシュ・ハル郡に属す町村（以下、本項では便宜上「町」と記述する）。

## 地理

### 位置
ヴォルパーツハウゼンは、郡庁所在地シュヴェービッシュ・ハルの北東約12kmに位置する。ウンターシェファッハ、ホプファッハ、クレッフェルバッハ各地区は、石灰地質の土地にビューラー川によって深く刻まれた渓谷に存在する。ヴォルパーツハウゼンをはじめとするその他の地区はイルスホーフェン平地と呼ばれる場所にある。ホーエンベルク地区は、ビューラー川の渓谷に面した南向きの高地にある。この集落からの眺めは、ビュール川の渓谷にあるクレッフェルバッハ地区を越えてシュヴェービッシュ・ハル市内の最高点アインコルンにまで達する。西側は、ヴァルデンブルク山地まで遮るものがない。北はブリムバッハ渓谷を越えてランゲンブルクまで見られる。

### 隣接する自治体
この町は、東はイルスホーフェン、南はシュヴェービッシュ・ハル、西はブラウンスバッハ、北はイルスホーフェンのオーバーシュタイナハ地区およびゲーラブロンと境を接している。

### 地区
この町は、同名の中核地区の他、クレッフェルバッハ、ハスフェルデン、ヘールレーバッハ、ホーエンベルク、ホプファッハ、ラインスベルク、ルーデルスドルフ、ウンターシェファッハの8つの地区からなる。

## 見所

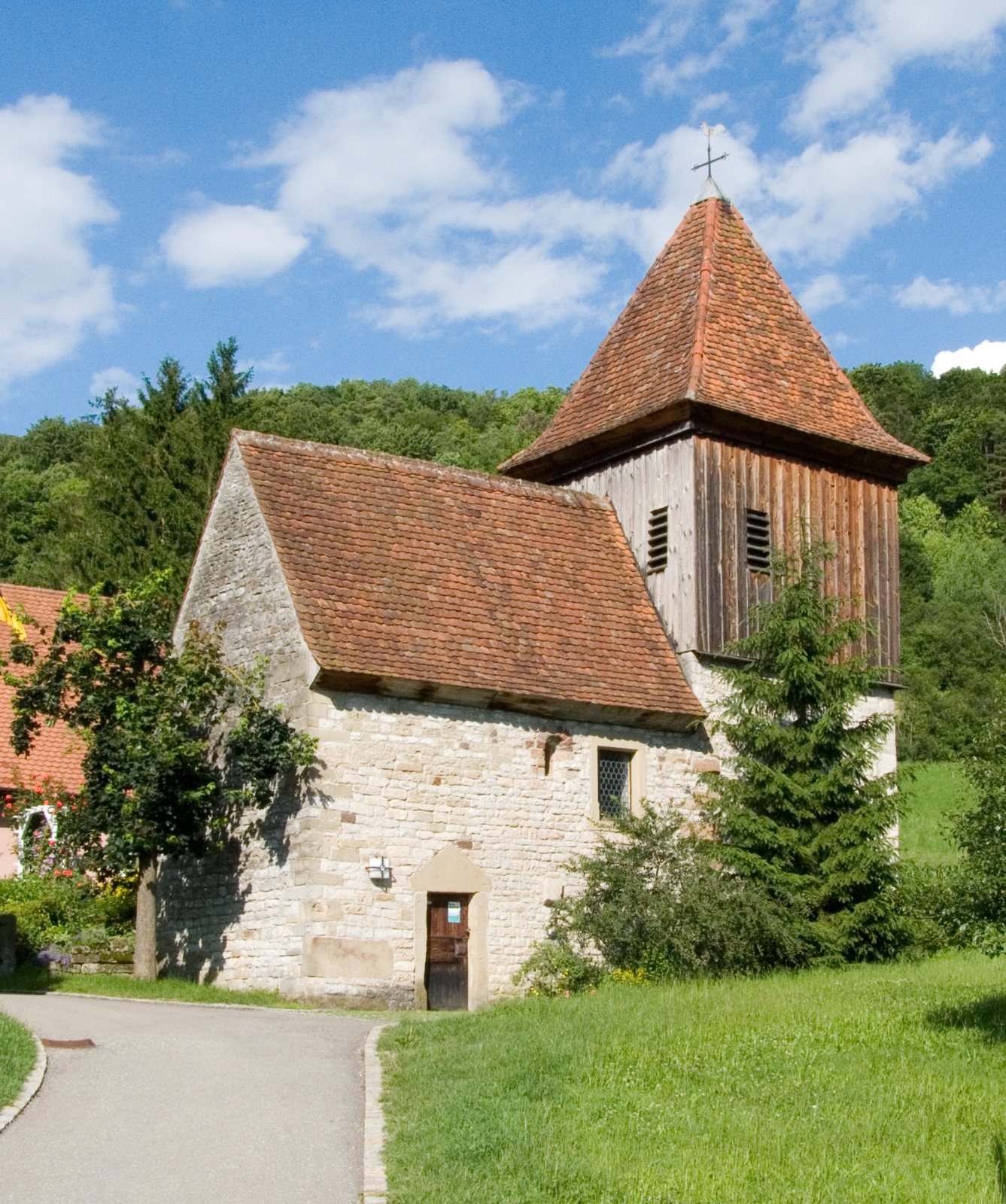
ウンターシェファッハ地区の諸聖人礼拝堂

- ヘールレーバッハにはシュヴェービッシュ・ハルの出城であるハラー・ラントヘークがある。

### 自然景観
- ハスフェルデン地区全域に数多くのドリーネが見られる。

## その他
- ハスフェルデンは、第22回"Unser Dorf hat Zukunft"コンテスト（『我らが村には未来がある』）州大会で金メダルを受賞し、全国大会で銀メダルを獲得した。

## 引用
1. ↑  Statistisches Landesamt Baden-Württemberg – Bevölkerung nach Nationalität und Geschlecht am 31. Dezember 2023 (CSV-Datei)